# Marco Varnier
Marco Varnier (* 8. Juni 1998 in Padua) ist ein italienischer Fußballspieler, der als Innenverteidiger spielt.

## Karriere

### Verein
Varnier debütierte am 30. Dezember 2016 im Alter von 18 Jahren für AS Cittadella in einem Serie-B-Spiel gegen Virtus Entella. In seiner ersten Profisaison absolvierte er 14 Ligaspiele. Am 25. November 2017 erzielte er das erste Tor seiner Profikarriere in einem Ligaspiel gegen Salernitana, das mit 2:1 gewonnen wurde. 
Am 2. Juli 2018 schloss er sich dem Serie-A-Club Atalanta Bergamo an. Varnier wurde für eine Saison ausgeliehen. Atalanta besaß danach eine Kaufpflicht.
Am 27. August 2019 wechselte Varnier auf Leihbasis zum AC Pisa. Nach nur drei Spielen zog sich Varnier eine Verletzung des vorderen Kreuzbandes im linken Knie zu und verpasste den Großteil der Saison 2019/20.
Am 3. Juli 2021 wechselte er auf Leihbasis für eine Saison zu Como 1907.
Am 2. Juli 2022 wechselte Varnier leihweise zu SPAL Ferrara. Die Leihe beinhaltet eine Kaufoption und eine konditionale Kaufverpflichtung.
Am 10. Juli 2024 unterzeichnete Varnier einen Einjahresvertrag bei Juve Stabia in der Serie B.

### Nationalmannschaft
Er gab sein Debüt für die U-21-Mannschaft Italiens am 5. Oktober 2017 in einem Freundschaftsspiel, das in Budapest mit 6:2 gegen Ungarn gewonnen wurde.